# مارتن رول
مارتن رول  (من مواليد 2 مارس 1967) هو مؤلف دنماركي واستراتيجي للعلامة التجارية  ومستشار إداري. يظهر رول بانتظام في التلفزيون العالمي ووسائل الإعلام المطبوعة. حاصل على درجة الماجستير في إدارة الأعمال من INSEAD حيث هو زميل بارز  و رائد أعمال مقيم. تم اختيار كتاب رول الأول، استراتيجية العلامة التجارية الآسيوية، كأحد "أفضل كتب الأعمال: التسويق" في عام ٢٠٠٦ من قبل مجلة Strategy+Business. وهو الرئيس التنفيذي المؤسس لشركة مارتن رول، وهي شركة استشارية مقرها سنغافورة. يقدم المشورة لشركات فورتشن ٥٠٠، والشركات الآسيوية، والشركات العائلية وعمل أيضا كمستشار أول لشركة ماكينزي وشركاه.

## النشأة والتعليم
حصل مارتن رول على درجة البكالوريوس في إدارة الأعمال والتسويق من كلية كوبنهاغن للأعمال في عام ١٩٨٩. التحق ببرنامج المديرين الشباب في عام ١٩٩٨ وأكمل ماجستير إدارة الأعمال من INSEAD في عام ١٩٩٩.

## المهنة
بعد الانتهاء من درجة البكالوريوس في عام ١٩٨٩، عمل في شركات التسويق والإعلان بما في ذلك بيتس ودي بي دي بي في جميع أنحاء العالم، والتعامل مع الحسابات العالمية مثل إريكسون وماكدونالدز.
في عام ٢٠٠٠، تولى منصب الرئيس التنفيذي للتسويق ( CMO) مع شركة تكنولوجيا دنماركية، كان مقرها الإقليمي في سنغافورة. أسس مارتن رول أعماله الاستشارية الإدارية الخاصة في عام ٢٠٠٢ بهدف مساعدة الشركات على بناء علاماتها التجارية العالمية. يقدم المشورة لشركات فورتشن ٥٠٠،  والشركات الآسيوية والشركات العائلية  بشأن الاستراتيجية والقيادة والعلامات التجارية والتسويق.
تم تعيين رول مستشارا أول لشركة العلاقات العامة العالمية،، بيرسون مارستيلر في ديسمبر ٢٠١١.
في أكتوبر ٢٠١٧، تم تعيينه مستشارا أول في شركة رأس المال الاستثماري التي تتخذ من سنغافورة مقرا لها، كوكون كابيتال . زميل مشارك في معهد رؤية المستهلك الآسيوي (ACI). تم تعيين مارتن رول مستشارا أول لوكالة سوبرسون المستقلة في مارس ٢٠١٩.
شغل رول منصب كبير المستشارين في شركة ماكينزي وشركاه.

## المنشورات
في عام ٢٠٠٥، ألف مارتن كتابه الأول استراتيجية العلامة التجارية الآسيوية: كيف تبني آسيا علامات تجارية قوية، الذي نشرته بالجريف ماكميلان. تعتبر استراتيجية العلامة التجارية الآسيوية واحدة من أفضل الكتب المكتوبة عن استراتيجية العلامات التجارية الآسيوية وتم تصنيفه كأفضل كتاب تسويق عالمي لعام ٢٠٠٦ من قبل Strategy+Business.
وصفه البروفيسور جون كويلش في كلية هارفارد للأعمال بأنه "دليل مهم للمديرين التنفيذيين الآسيويين الذين يتطلعون إلى بناء علامات تجارية قوية. إنه يوفر أساسا متينا للنجاح المستقبلي في السوق العالمية."
كتبت صحيفة ديلي تلغراف في مراجعة كتابها: "في استراتيجية العلامة التجارية الآسيوية، يحدد [مارتن] ١٠ طرق لإنشاء علامة تجارية آسيوية في سوق غالبا ما رفض الصورة في الماضي باعتبارها غير مهمة".
في مراجعة للكتاب، قال دومينيك بارتون من شركة ماكينزي وشركاه: "يقدم مارتن رول خارطة طريق مقنعة وعملية حول كيفية القيام بذلك استنادا إلى خبرته الواسعة في تقديم المشورة للشركات الآسيوية".
شارك مارتن رول في تأليف كتاب مستقبل العلامات التجارية في عام ٢٠١٦ مع فريق من أكاديميي الأعمال والتسويق العالميين بما في ذلك كيفن لين كيلر ودون إي شولتز وراجندرا ك. سريفاستافا.
مارتن رول هو كاتب عمود تجاري في مجلة هارفارد بيزنس ريفيو  ومعرفة INSEAD .

## التحدث امام الجمهور
مارتن رول هو متحدث رئيسي متكرر و EMCEE في المؤتمرات الدولية حول استراتيجية الأعمال والعلامة التجارية مع التركيز على العلامات التجارية الآسيوية والاستراتيجية العالمية والقيادة. تحدث في فعاليات الأعمال مثل Thinkers50، منتدى المرأة للاقتصاد والمجتمع، العالم العربي الفاخر،  TEDxx، منتدى المعرفة العالمي،مشروع هارفارد للعلاقات الآسيوية والدولية (HPAIR)، قمة الاستراتيجية وقمة القادة العالميين،  PowerBrands Glam لاس فيغاس .

## الأكاديمية
يقوم رول بتدريس برامج ماجستير إدارة الأعمال وماجستير إدارة الأعمال والتعليم التنفيذي في كلية نانيانغ للأعمال. كما يحاضر في  إنسياد و  وغيرها .

## ببليوغرافيا
* Roll، Martin (2006). استراتيجية العلامة التجارية الآسيوية: كيف تبني آسيا علامات تجارية قوية. المملكة المتحدة: بالجريف ماكميلان المملكة المتحدة. ISBN ;978-1-4039-9279-6.
* Roll، Martin (2015). استراتيجية العلامة التجارية الآسيوية (منقحة ومحدثة): بناء علامات تجارية عالمية قوية والحفاظ عليها في آسيا. المملكة المتحدة: بالجريف ماكميلان المملكة المتحدة. ISBN 7778-1-349-67574-6.
* Roll، Martin (2016). "العلامة التجارية والأسواق الناشئة". مستقبل العلامة التجارية. المملكة المتحدة: SAGE Publishing. ISBN 00978-9-3515-0316-3

## الحياة الخاصة
إنه مواطن دنماركي  ومقيم دائم في سنغافورة. يقسم وقته حاليا بين كوبنهاغن وسنغافورة. في مقابلة مع تشاينا ديلي، قال رول إنه يقضي حوالي ٢٥٠ يوما سنويا في السفر عالميا في ارتباطات العملاء والخطب الرئيسية.

## الروابط الاضافية
* سيرة ذاتية من شركة مارتن رول
* مارتن رول في تيد (مؤتمر)
* مقابلة مع مارتن رول في منتدى المرأة للاقتصاد والمجتمع
* ركوب الموجة: العلامات التجارية الآسيوية تصبح عالمية في جمعية آسيا